# Malibu (bài hát của Miley Cyrus)
"Malibu" là một bài hát của nghệ sĩ thu âm người Mỹ Miley Cyrus nằm trong album phòng thu thứ sáu của cô, Younger Now (2017). Được viết lời bởi Cyrus và Oren Yoel và được sản xuất bởi Yoel, nó được phát hành vào ngày 11 tháng 5 năm 2017 như là đĩa đơn đầu tiên trích từ album bởi RCA Records. Nội dung bài hát đề cập đến mối quan hệ tình cảm giữa Cyrus với vị hôn thê hiện tại và là bạn diễn của cô trong The Last Song, Liam Hemsworth.
Sau khi phát hành, "Malibu" nhận được những phản ứng tích cực từ các nhà phê bình âm nhạc, trong đó họ đánh giá cao sự thay đổi thành một nghệ sĩ êm dịu hơn của Cyrus, loại bỏ khỏi hình ảnh gây tranh cãi trước đây của cô, và so sánh nó với âm nhạc của Sheryl Crow. Về mặt thương mại, bài hát đã lọt vào top 10 trên các bảng xếp hạng ở nhiều quốc gia, bao gồm Úc, Áo, Canada, Hungary, Ireland, New Zealand, Na Uy và Tây Ban Nha, cũng như vươn đến top 20 ở nhiều khu vực khác. Tại Hoa Kỳ, "Malibu" trở thành đĩa đơn top 10 thứ 9 của Cyrus trên bảng xếp hạng Billboard Hot 100, đạt vị trí thứ 10 trong tuần thứ hai phát hành.
Một video âm nhạc cho "Malibu" đã được phát hành cùng ngày với bài hát, trong đó Cyrus xuất hiện với nhiều trang phục khác nhau và tận hưởng niềm vui tại những địa điểm ngoài trời khác nhau. Để quảng bá bài hát, Cyrus đã trình diễn nó trong nhiều sự kiện khác nhau, bao gồm Giải thưởng âm nhạc Billboard năm 2017 và The Voice.

## Tổng quan
Sau khi phát hành album phòng thu thứ năm Miley Cyrus & Her Dead Petz (2015), Cyrus đã bắt đầu những công đoạn đầu tiên cho album phòng thu thứ sáu sắp tới của cô. Sau đó, cô đóng vai trò cố vấn chính xuyên suốt mùa thứ 10 của cuộc thi ca hát thực tế The Voice, và trở thành huấn luyện viên chính thức cho mùa giải thứ 11. Trong tháng 9 năm 2016, Cyrus thủ vai chính trong Crisis in Six Scenes, một bộ phim truyền hình được Woody Allen sáng tạo cho Amazon Studios; và xuất hiện trên The Tonight Show Starring Jimmy Fallon, nơi cô trình diễn "Baby, I'm In the Mood for You" của Bob Dylan. Một tháng sau đó, cô xác nhận đã tái đính hôn với Liam Hemsworth.
Trong ấn phẩm ngày 13 tháng 5 năm 2017 của tạp chí Billboard, Cyrus thông báo rằng đĩa đơn đầu tiên cho album phòng thu thứ sáu của cô sẽ mang tựa đề "Malibu", và được phát hành vào ngày 11 tháng 5. Trong khi tựa đề của bài hát đề cập đến thành phố Malibu, California, nội dung của nó đề cập đến tình yêu của cô cho Hemsworth. Cyrus mô tả nội dung bài hát như là "việc tìm kiếm một tình yêu mới từ một tình yêu cũ", và về việc tìm kiếm một "sự tự do mới" ở đó. Ngoài ra, Cyrus cũng tiết lộ rằng cô đã viết "Malibu" trên xe trong khi đang di chuyển đến trường quay của The Voice vào ngày đầu tiên bằng Uber. Bài hát được sản xuất bởi Oren Yoel, cộng tác viên quen thuộc của Cyrus trong những album phòng thu trước.
Bìa đĩa đơn được công bố một ngày trước khi phát hành đĩa đơn, trong đó Cyrus nằm trên bãi cỏ ở sân vườn nhà cô với nhẫn đính hôn trên tay, và được chụp bởi Hemsworth. Bài hát được ra mắt lần đầu tiên trên Beats 1 vào ngày 11 tháng 5 năm 2017, được giới thiệu bởi Zane Lowe. Sau đó, nó được phát hành dưới hình thức streaming trên Apple Music và nhiều nền tảng phát trực tuyến khác.

## Quảng bá

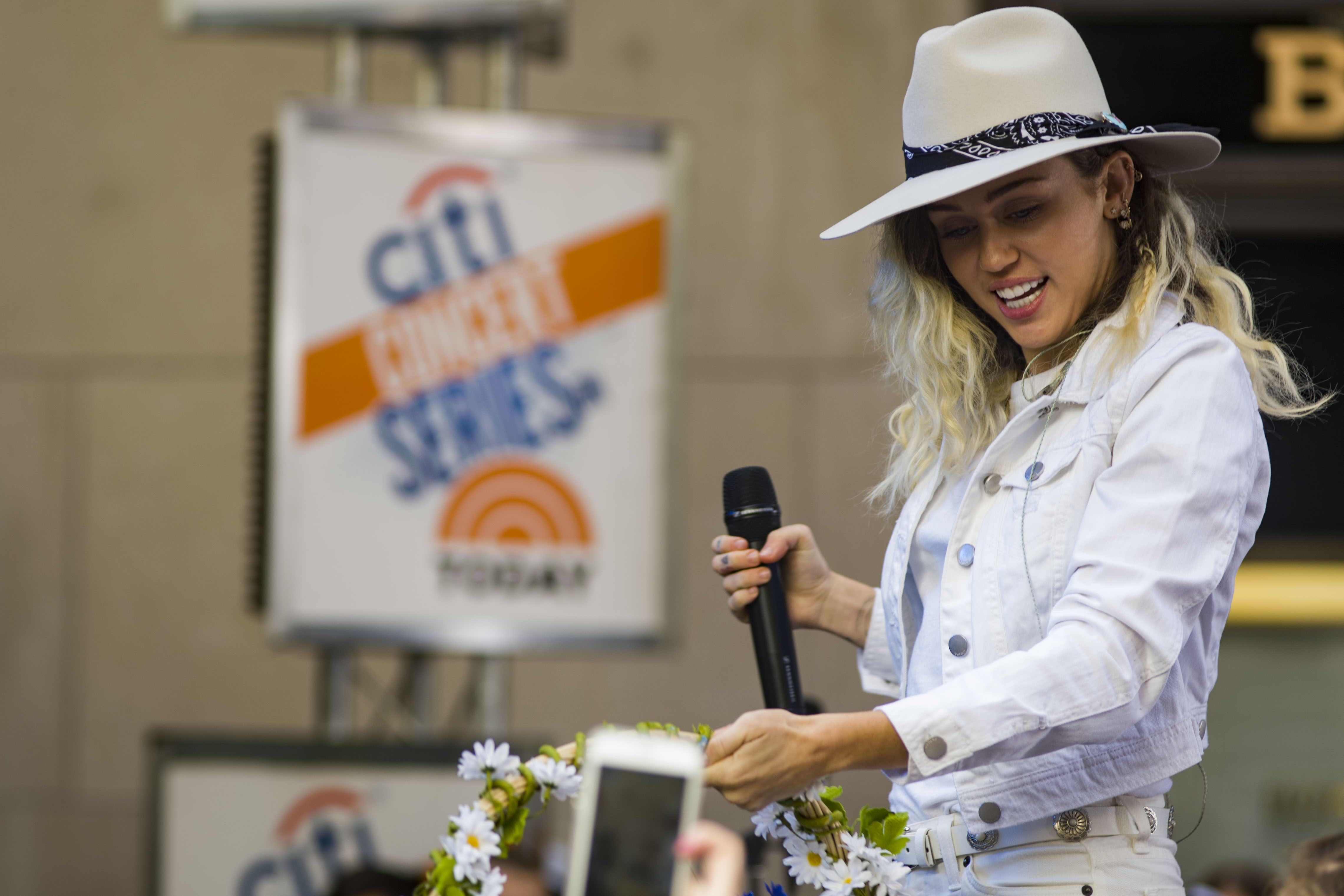
Cyrus trình diễn "Malibu" trên Today Show ngày 26 tháng 5 năm 2017.

Cyrus trình diễn trực tiếp "Malibu" lần đầu tiên tại Wango Tango vào ngày 13 tháng 5 năm 2017, như là khách mời trình diễn đặc biệt. Cô cũng trình diễn "Malibu" lần đầu tiên trên sóng truyền hình tại Giải thưởng âm nhạc Billboard năm 2017 vào ngày 21 tháng 5 năm 2017. Một ngày sau, Cyrus trình diễn bài hát trong đêm chung kết xếp hạng của The Voice với khung cảnh rừng tương tự như trong video ca nhạc của bài hát. Trước khi trình diễn, cô bắt đầu với lời động viên đến Ariana Grande và những nạn nhân trong vụ đánh bom tại Manchester Arena đã xảy ra 2 ngày trước đó. Ngày 26 tháng 5, Cyrus cũng trình diễn bài hát trên chương trình Today như là một phần của chuỗi Citi Concert. Cô cũng trình diễn "Malibu" trên The Tonight Show Starring Jimmy Fallon vào ngày 14 tháng 6, và BBC Radio 1 Live Lounge vào ngày 15 tháng 9.

## Diễn biến thương mại
Tại Hoa Kỳ, chỉ với doanh số tiêu thụ sau gần một ngày phát hành, "Malibu" ra mắt ở vị trí 64 trên bảng xếp hạng Billboard Hot 100 với 29.000 bản từ lượt tải nhạc số và 4 triệu lượt streaming. Trong tuần đầy đủ đầu tiên, nó tăng vọt lên vị trí thứ 10 với 77.000 lượt tải nhạc số, 21.5 triệu lượt streaming và 13.5 triệu lượt yêu cầu trên sóng phát thanh. Đây là đĩa đơn top 10 thứ 9 của cô trên bảng xếp hạng và là lần đầu tiên kể từ "Wrecking Ball" (2013).
Ở Vương quốc Anh, bài hát ra mắt ở vị trí thứ 11 trên bảng xếp hạng UK Singles Chart, trở thành bài hát thứ tư của cô đạt đến vị trí này. Ở Châu Đại Dương, "Malibu" đạt vị trí thứ 3 ở Úc và thứ 4 ở New Zealand.

## Video ca nhạc
Video ca nhạc cho "Malibu" được phát hành vào ngày 11 tháng 5 năm 2017, và do Cyrus và Diane Martel làm đạo diễn. Video bao gồm những cảnh quay Cyrus vui đùa trên một bãi biển với bóng bay, ngồi trước thác nước, ở một cánh đồng hoa dại, và chạy với một chú chó, trong những trang phục trắng khác nhau. Nó đã đạt được hơn 50 triệu lượt xem trong tuần đầu tiên.

## Danh sách bài hát
| Tải kĩ thuật số 1. "Malibu" – 3:51 Tải kĩ thuật số – The Him phối lại 1. "Malibu" (The Him phối lại) – 3:38 Tải kĩ thuật số – Tiësto phối lại 1. "Malibu" (Tiësto phối lại) – 3:19 Tải kĩ thuật số – Lost Frequencies phối lại 1. "Malibu" (Lost Frequencies phối lại) – 3:20 | Tải kĩ thuật số – Gigamesh phối lại 1. "Malibu" (Gigamesh phối lại) – 3:22 Tải kĩ thuật số – Dillon Francis phối lại 1. "Malibu" (Dillon Francis phối lại) – 3:41 Tải kĩ thuật số – Alan Walker phối lại 1. "Malibu" (Alan Walker phối lại) – 3:06 |

## Xếp hạng
| Bảng xếp hạng (2017)                   | Vị trí cao nhất |
| -------------------------------------- | --------------- |
| Argentina Anglo (Monitor Latino)       | 17              |
| Úc (ARIA)                              | 3               |
| Áo (Ö3 Austria Top 40)                 | 8               |
| Bỉ (Ultratop 50 Flanders)              | 27              |
| Bỉ (Ultratip Wallonia)                 | 1               |
| Canada (Canadian Hot 100)              | 4               |
| Canada AC (Billboard)                  | 29              |
| Canada CHR/Top 40 (Billboard)          | 17              |
| Canada Hot AC (Billboard)              | 14              |
| Croatia (HRT)                          | 20              |
| Cộng hòa Séc (Rádio Top 100)           | 4               |
| Cộng hòa Séc (Singles Digitál Top 100) | 4               |
| Đan Mạch (Tracklisten)                 | 14              |
| Châu Âu Tải kĩ thuật số (Billboard)    | 7               |
| Phần Lan (Suomen virallinen lista)     | 12              |
| Pháp (SNEP)                            | 14              |
| Đức (Official German Charts)           | 20              |
| Hy Lạp Tải kĩ thuật số (Billboard)     | 4               |
| Guatemala (Monitor Latino)             | 18              |
| Hungary (Rádiós Top 40)                | 26              |
| Hungary (Single Top 40)                | 15              |
| Ireland (IRMA)                         | 7               |
| Ý (FIMI)                               | 24              |
| Latvia (Latvijas Top 40)               | 2               |
| Lebanon (Lebanese Top 20)              | 20              |
| Lithuania (M-1 Top 40)                 | 1               |
| Mexico (Billboard Ingles Airplay)      | 1               |
| Hà Lan (Dutch Top 40)                  | 12              |
| Hà Lan (Single Top 100)                | 30              |
| New Zealand (Recorded Music NZ)        | 4               |
| Na Uy (VG-lista)                       | 4               |
| Paraguay (Monitor Latino)              | 14              |
| Philippines (Philippine Hot 100)       | 17              |
| Ba Lan (Polish Airplay Top 100)        | 25              |
| Bồ Đào Nha (AFP)                       | 12              |
| Scotland (OCC)                         | 2               |
| Slovakia (Rádio Top 100)               | 32              |
| Slovakia (Singles Digitál Top 100)     | 3               |
| Slovenia (SloTop50)                    | 42              |
| Tây Ban Nha (PROMUSICAE)               | 4               |
| Thụy Điển (Sverigetopplistan)          | 21              |
| Thụy Sĩ (Schweizer Hitparade)          | 16              |
| Anh Quốc (OCC)                         | 11              |
| Hoa Kỳ Billboard Hot 100               | 10              |
| Hoa Kỳ Adult Contemporary (Billboard)  | 22              |
| Hoa Kỳ Adult Pop Airplay (Billboard)   | 14              |
| Hoa Kỳ Dance Club Songs (Billboard)    | 1               |
| Hoa Kỳ Pop Airplay (Billboard)         | 15              |

| Bảng xếp hạng (2017)                | Vị trí |
| ----------------------------------- | ------ |
| US Billboard Hot 100                | 89     |
| US Hot Dance Club Songs (Billboard) | 49     |

## Chứng nhận
| Quốc gia | Chứng nhận  | Số đơn vị/doanh số chứng nhận |
| --- | ----------- | ----------------------------- |
| Úc (ARIA) | 3× Bạch kim | 210.000‡                      |
| Áo (IFPI Áo) | Vàng        | 15.000‡                       |
| Bỉ (BEA) | Vàng        | 0‡                            |
| Canada (Music Canada) | 2× Bạch kim | 0‡                            |
| Đan Mạch (IFPI Đan Mạch) | Vàng        | 30,000‡                       |
| Đức (BVMI) | Vàng        | 150.000‡                      |
| Ý (FIMI) | Vàng        | 25.000‡                       |
| New Zealand (RMNZ) | Vàng        | 15.000‡                       |
| Ba Lan (ZPAV) | Bạch kim    | 20.000‡                       |
| Thụy Điển (GLF) | Vàng        | 10.000‡                       |
| Anh Quốc (BPI) | Vàng        | 400.000‡                      |
| Hoa Kỳ (RIAA) | Bạch kim    | 1.000.000‡                    |
| * Chứng nhận dựa theo doanh số tiêu thụ. ^ Chứng nhận dựa theo doanh số nhập hàng. ‡ Chứng nhận dựa theo doanh số tiêu thụ và phát trực tuyến. |             |                               |

## Lịch sử phát hành
| Quốc gia       | Ngày                | Định dạng              | Hãng đĩa                  | Nguồn   |
| -------------- | ------------------- | ---------------------- | ------------------------- | ------- |
| Nhiều          | 11 tháng 5 năm 2017 | Tải kĩ thuật số        | RCA                       | [ 10 ]  |
| Ý              | 12 tháng 5 năm 2017 | Contemporary hit radio | Sony                      | [ 99 ]  |
| Vương quốc Anh | 12 tháng 5 năm 2017 | Contemporary hit radio | RCA                       | [ 100 ] |
| Hoa Kỳ         | 15 tháng 5 năm 2017 | Hot adult contemporary | RCA                       | [ 101 ] |
| Hoa Kỳ         | 16 tháng 5 năm 2017 | Contemporary hit radio | RCA                       | [ 102 ] |
| Nhiều          | 9 tháng 6 năm 2017  | Tải kĩ thuật số        | The Him phối lại          | [ 31 ]  |
| Nhiều          | 23 tháng 6 năm 2017 | Tải kĩ thuật số        | Tiësto phối lại           | [ 32 ]  |
| Nhiều          | 23 tháng 6 năm 2017 | Tải kĩ thuật số        | Lost Frequencies phối lại | [ 33 ]  |
| Nhiều          | 23 tháng 6 năm 2017 | Tải kĩ thuật số        | Gigamesh phối lại         | [ 34 ]  |
| Nhiều          | 30 tháng 6 năm 2017 | Tải kĩ thuật số        | Dillon Francis phối lại   | [ 35 ]  |
| Nhiều          | 30 tháng 6 năm 2017 | Tải kĩ thuật số        | Alan Walker phối lại      | [ 36 ]  |